# Amandine Buchard
Amandine Buchard (n. 12 iulie 1995, Noisy-le-Sec, Île-de-France, Franța) este o sportivă ce a reprezentat Franța, medaliată olimpică. A participat la o ediție a Jocurilor Olimpice (2020) în care a câștigat o medalie de argint.